# Club Social y Deportivo Real Arroyo Seco
El Club Social y Deportivo Real Arroyo Seco fue una institución deportiva de la ciudad de Arroyo Seco, Provincia de Santa Fe, Argentina. Fue fundado el 6 de enero de 2004, siendo proyectado para la práctica profesional del fútbol.
Su historia estuvo marcada por la controversia, ya que su fundación se dio como consecuencia de una disidencia en el seno del Arroyo Seco Athletic Club, debido a que tras las elecciones celebradas en esta institución en el año 2003, el entonces socio de esa institución, Patricio Gorosito, que se había presentado como candidato a presidente de esa entidad, anunció su salida de la misma tras haber sido derrotado en dichas elecciones. Tras su salida, comenzó a dar forma a su nuevo club, el cual terminó inaugurando en 2004. 
Con relación a la actividad futbolística, estuvo afiliado a la Liga de Fútbol Regional del Sud, entidad de la que debutó y se proclamó campeón en el mismo 2004, lo que le valió su clasificación al Torneo del Interior 2005. En dicho torneo, logró un desempeño inusitado para un equipo recién creado, logrando el campeonato y el ascenso al Torneo Argentino B, con derecho a jugar un reducido para acceder al Torneo Argentino A. Si bien, en esa temporada no lograría ascender al Argentino A, sí lo terminó logrando al año siguiente en 2006, tras derrotar en la Promoción al Club Atlético Candelaria de Misiones.  Su participación en la tercera división del ascenso para equipos indirectamente afiliados a la Asociación del Fútbol Argentino, finalizó en el año 2009 cuando después de tres temporadas, descendió en forma directa al Torneo Argentino B.
Oficiaba de local en el Estadio de Arroyo Seco, un complejo deportivo levantado entre los años 2003 y 2004, junto a la Autopista Buenos Aires-Rosario, en el que además del campo de juego, se contaba con un hotel cuatro estrellas y siete canchas profesionales con iluminación artificial. Este estadio en su momento, sirvió como sede para albergar los partidos de local del Club Atlético Tiro Federal Argentino de la ciudad de Rosario, durante su estadía en la Primera División del fútbol argentino en la temporada 2005-06. Actualmente, este predio es propiedad del Club Atlético Rosario Central.
La historia de este club finalizó en el año 2010, luego de que su presidente y fundador, Patricio Gorosito, decidiera en 2008 la venta del club y de todos sus bienes al Club Atlético Rosario Central.  Esta venta se concretó como consecuencia de la implicación de Gorosito en la causa judicial denominada "Carbón Blanco". En sus declaraciones, Gorosito había afirmado no ser el verdadero dueño del club, sino un testaferro del entonces presidente de la AFA, Julio Grondona, a quién responsabilizó de haber realizado la inversión para la construcción del estadio y el predio del club. El club continuó disputando con intermitencias sus partidos en los torneos de ascenso, hasta disputar su último partido el 6 de junio de 2010, cuando tras perder la promoción ante Altos Hornos Zapla de Palpalá, Jujuy, descendió del Torneo Argentino B 2009-10, tras lo cual no se presentó en el Torneo del Interior 2011. Patricio Gorosito murió en Arroyo Seco en 2018, tras haber sido condenado en 2015 a 19 años de prisión por la causa "Carbón Blanco".

## Historia
La historia de este club inició en el año 2003, cuando el empresario vitivinícola Patricio Gorosito, que se había presentado ese año como candidato a Presidente del Arroyo Seco Athletic Club, decidió abandonar ese club luego de haber perdido las elecciones contra el candidato Roberto Donatti. Ante el resultado obtenido, comenzó a trabajar con el objetivo de conformar un club paralelo, para competir en el campeonato local de la Liga de Fútbol Regional del Sud. De esta manera, el 6 de enero de 2004 se fundó el Club Social y Deportivo Real Arroyo Seco y ya en sus primeros días de existencia, obtuvo la afiliación a la Liga, logrando el derecho a participar en el campeonato de esa misma temporada.
En su primera temporada, el equipo mostró un desempeño superlativo, muy inusitado para un equipo recién creado, que le terminó valiendo su primera consagración al proclamarse campeón de la Liga. El de 2004, fue el primero de una corta pero efectiva cosecha que incluyó los títulos de las tres temporadas siguientes (2005, 2006 y 2007). Aquel campeonato de 2004, sería el boleto de entrada del club a los torneos nacionales de ascenso.

### Torneo del Interior. Debut con gloria
La conquista del campeonato 2004 de la Liga Regional del Sud, le abrió a Real Arroyo Seco las puertas de la primera edición del Torneo del Interior, jugado en 2005. Aquel campeonato, creado como producto de una profunda reestructuración del Torneo Argentino B, fue la carta de ingreso del club arroyense en las competiciones nacionales, lo que también despertó ciertas sorpresas, ya que dejaría relegados a equipos de mayor trayectoria dentro de la Liga Regional del Sud.
En consonancia con lo actuado en la Liga, Real no desentonó, desarrollando un torneo con un notable rendimiento deportivo. En dicho torneo, integró la Zona 36, imponiéndose a todos sus rivales (Unión Deportiva General Rojo, Defensores de Belgrano de Villa Ramallo y Deportivo Nikkei de San Pedro) en las seis fechas de la fase de grupos, clasificando a las rondas eliminatorias, donde ingresó en forma directa a la fase de campeonato. Ya en las eliminatorias, Real integró el grupo C donde dejó en el camino a Teodelina Fútbol Club en octavos, Sportivo Rivadavia de Venado Tuerto en cuartos, 9 de Julio de Morteros en semifinales y Atlético Paraná en la final. Finalmente, disputó una finalísima con el ganador del grupo B, Crucero del Norte, al cual derrotó, conquistando de esa forma el campeonato de la Zona Norte y por consiguiente, el ascenso al Torneo Argentino B para la temporada 2005-06. 
Sin embargo, dicho ascenso estaría cargado de cuestionamientos, ya que tras finalizar este torneo, el Consejo Federal del Fútbol Argentino estableció múltiples herramientas, tendientes a posibilitar un hipotético ascenso de los campeones del Torneo del Interior (lo que incluyó a Real Arroyo Seco) al Torneo Argentino A, sin siquiera haber jugado un solo partido en el Argentino B. Finalmente, Real Arroyo Seco no logró aprovechar las múltiples oportunidades brindadas, por lo que debió permanecer en el Argentino B, para intentar el ascenso en la temporada siguiente. 
En 2005, Real inició su camino dentro del Torneo Argentino B, logrando clasificarse a la ronda final luego de ganar en el Grupo C y en la segunda fase, del Torneo Apertura. Ya en la ronda final, logró imponerse ante Chaco For Ever y Libertad de Sunchales, sin embargo en la última ronda terminó perdiendo frente a Gimnasia y Esgrima de Mendoza, por lo que debió jugar una llave de promoción contra un equipo del Argentino A. El rival en consecuencia, fue el Club Atlético Candelaria, ante el cual se impuso por un global de 4-2, luego de imponerse 4-0 en la ida como locales y de perder 2-0 en su visita a Candelaria. 

## Palmarés
- Liga de Fútbol Regional del Sud: 4 (2004, 2005, 2006, 2007)  [12]
- Torneo del Interior: 1 (2005)

## Participaciones nacionales
- Torneo del Interior: 1 (2005)
- Torneo Argentino B: 2 (2005-06, 2009-10)
- Torneo Argentino A: 3 (2006-07, 2007-08, 2008-09)